# Antoneta Kastrati
Antoneta Kastrati, née à Pejë, au Kosovo, est une réalisatrice et scénariste  kosovare.

## Filmographie partielle

### Au cinéma
- 2007 : Weddings and Diapers (documentaire)
- 2009 : Seeking Magic (documentaire)
- 2010 : The Guardian (documentaire)
- 2011 : The Kingdom of Coal (documentaire)
- 2011 : Kofja e Zbrazet (film, court métrage)
- 2012 : Robin (court métrage documentaire)
- 2012 : Laleh (court métrage documentaire)
- 2013 : She Comes in Spring (film, court métrage)
- 2019 : Zana